# Stazione di Kokura
La stazione di Kokura (小倉駅?, Kokura-eki) è una stazione ferroviaria della città di Kitakyūshū, nella prefettura di Fukuoka. È gestita da JR Kyushu ed è percorsa dal treno ad alta velocità Sanyō Shinkansen (quest'ultimo gestito dalla JR West) e dalle linee Kagoshima e Nippō. È la prima stazione del Kyūshū del Sanyō Shinkansen in direzione Hakata, e la seconda maggiormente utilizzata in tutta l'isola. Recentemente la stazione è stata oggetto di un profondo restyling.

## Linee

### Treni
- JR West
  - Sanyō Shinkansen
- JR Kyushu
  - Linea principale Kagoshima
  - linea principale Nippō
  - linea Hitahikosan

### Monorotaie
- Monorotaia Urbana di Kitakyūshū
  - Monorotaia di Kitakyūshū

## Intorno alla stazione
- Castello di Kokura (15 minuti a piedi[1])
- Matsumoto Seichō Memorial Museum (15 minuti a piedi[2])
- Municipio di Kitakyūshū (15 minuti a piedi[3])
- Porto di Kitakyūshū (北九州港?)

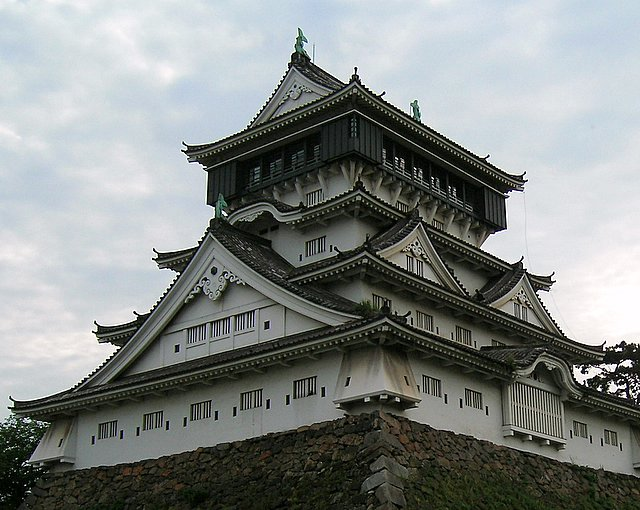
Castello di Kokura
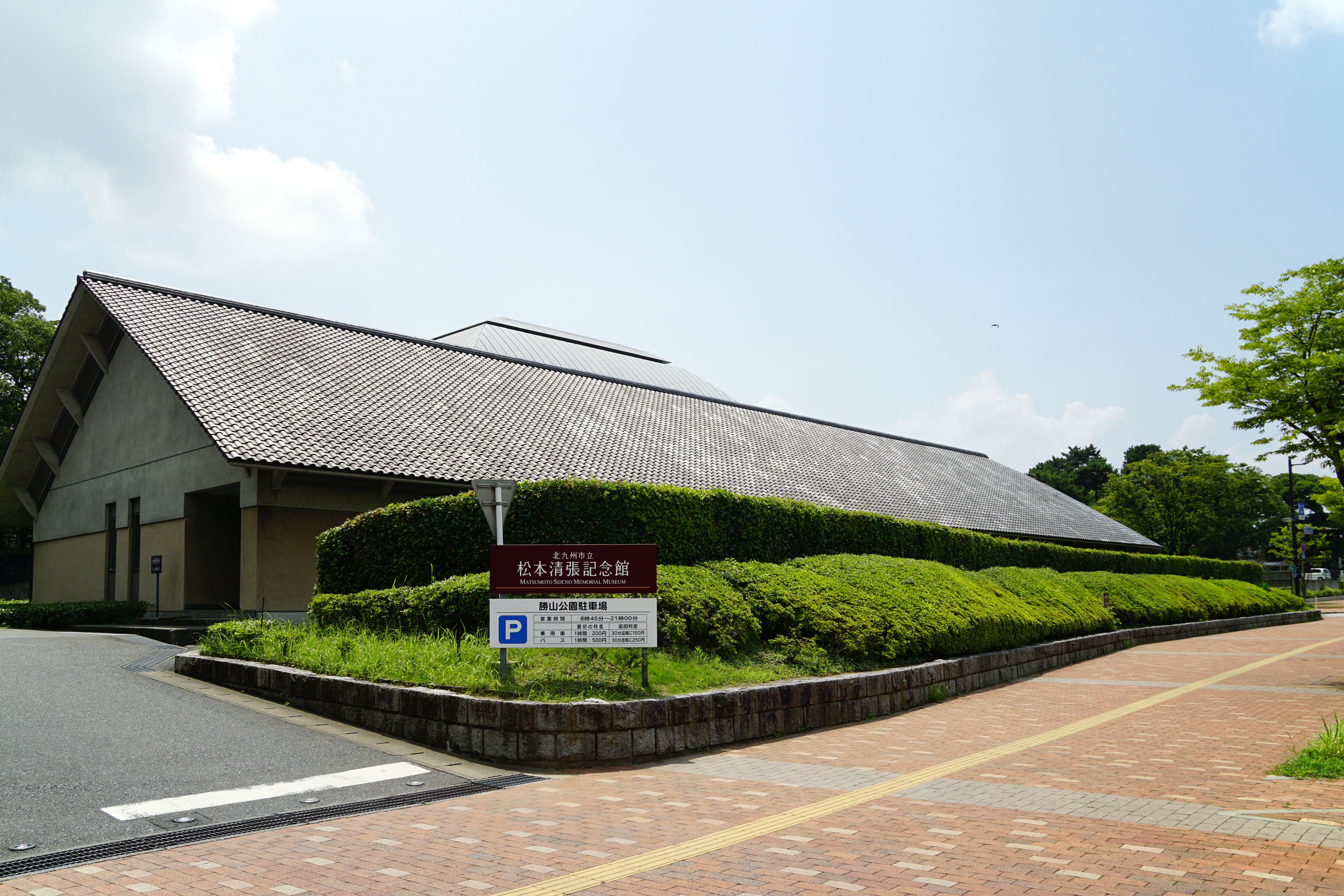
Matsumoto Seichō Memorial Museum